# 대중화문고
대중화문고(중국어 간체자: 大中华文库, 정체자: 大中華文庫, 영어: Library of Chinese Classics)는 중화인민공화국이 자국의 문화를 세계에 알릴 목적으로 1994년 시작한 중국 고전의 번역·출판 사업 또는 그 결과 출간된 일련의 도서를 말한다. 17개의 대형 출판사가 참가하여 중국 고전을 정리 및 번역하여 중국어-영어, 중국어-프랑스어, 중국어-스페인어, 중국어-러시아어, 중국어-아랍어, 중국어-독일어, 중국어-일본어, 중국어-한국어의 대역본(對譯本) 형태로 출간중이거나 출간 예정이다. 중영(中英)대역판이 1999년 출간되기 시작하여 2008년 7월까지 계획했던 중영대역본 105종 중 80종이 출간되었고, 중한(中韓)대역판은 2007년 3종 5권을 시작으로 2010년까지 16종 30권이 출판되었다.

## 중한대역본 목록
| 연도   | 도서명             | 저자        | 역자           | 권수 | 비고 |
| ------ | ------------------ | ----------- | -------------- | ---- | ---- |
| 2007년 | 노자               | -           | 김득순         | 1    |      |
| 2007년 | 수신기             | (진) 간보   | 이원길         | 2    |      |
| 2007년 | 문심조룡           | (남조) 류협 | 김관웅, 김정은 | 2    |      |
| 2008년 | 맹자               | -           | 김득순         | 1    |      |
| 2008년 | 유림외사           | (청) 오경재 | 김관웅, 김정은 | 3    |      |
| 2009년 | 손자병법, 손빈병법 | -           | 김득순         | 1    |      |